# Jaspidella blanesi
Jaspidella blanesi is een slakkensoort uit de familie van de Olividae. De wetenschappelijke naam van de soort is voor het eerst geldig gepubliceerd in 1898 door Ford.